# شيخله (سقز)
قرية شيخَله (بالكردية: شێخەڵە) هي إحدى القرى التابعة لـإمام في ريف قسم زيويه من مقاطعة سقز، في محافظة كردستان الإيرانية.

## السكان
حسب إحصاءات سنة 2006، بلغ إجمالي السكان في شيخَله 118 نسمة وعدد المساكن 24 مسكن. لغة سكان شيخَله هي اللغة الكردية و هم من أهل السنة والجماعة والمذهب الشافعي.